# Stanisław Krasucki
Stanisław Tadeusz Krasucki (ur. 15 sierpnia 1937 we Lwowie) – polski piłkarz grający na pozycji napastnika. Brat Jerzego.

## Kariera piłkarska
Krasucki rozpoczął karierę w 1951 w Ogniwie Bytom (Polonii), gdzie od 1958 grał z bratem Ryszardem. Zdobył z drużyną dwukrotnie wicemistrzostwo Polski (1958, 1959). W 1960 przeszedł do spadającej do II ligi Pogoni Szczecin, gdzie pół roku później dołączył również jego brat i wspólnie z drużyną w sezonie 1962 wywalczyli awans do ekstraklasy. W Pogoni występował do 1967. Łącznie w klubie rozegrał w I lidze 86 meczów i strzelił cztery bramki.

## Sukcesy

### Polonia Bytom
- Wicemistrzostwo Polski: 1958, 1959

### Pogoń Szczecin
- Awans do ekstraklasy: 1962, 1966